# Kostel Nejsvětější Trojice (Šternberk)
Kostel Nejsvětější Trojice (původně kostel Očišťování Panny Marie) je klasicistní špitální kostel ve Šternberku. Po šternberském hradu se jedná o nejstarší památku v tomto městě.

## Historie
Datum stavby kostela, původně zasvěcenému Očišťování Panny Marie, je neznámé. První písemná zmínka o něm pochází z února 1376, kdy dává olomoucký biskup Jan ze Středy souhlas k přemístění špitálu do vnitřního města. 15. září 1376 vydal Petr ze Šternberka listinu, kterou zprostil augustiánský klášter správy špitálu.
Během husitských válek byl kostel pravděpodobně poničen. Poté kostel střídavě připadal do rukou evangelíků a katolíků a roku 1580 se kostela na téměř 50 let ujali luteráni. Znovu byl kostel poničen během třicetileté války, kdy bylo Dány okupované město dobýváno císařským vojskem. V roce 1830 byl gotický kostelík pod dohledem J. Snetivého klasicistně přestavěn a byla zbudována sakristie. Na konci 18. století se kostel podařilo uchránit před zrušením. Kostel přežil i demolici přilehlého špitálu v roce 1908.
29. října 1997 byl zapsán na seznam kulturních památek České republiky.

## Popis
Jednolodní, minimálně v exteriéru dekorovaný klasicistní kostel s raně gotickým jádrem se nachází v zákrutu Olomoucké ulice. Má kvadratický presbytář, k jehož severozápadní stěně přiléhá nízký přístavek sakristie. Loď i kněžiště má valbovou střechu, sakristie má poloviční valbovou střechu a předsíň je kryta sedlovou střechou. Objektu dominuje sanktusník nad presbytářem. Na vížce se do každé strany otevírá okno s dřevěnými žaluziemi, nad kterými jsou umístěny černé hodiny se zlatým ciferníkem. Kostel je obklopený parkem vybudovaném na místě bývalého špitálu.
Jádro kostela je postaveno z lomového kamene, mladší zásahy jsou již postaveny z cihel. V interiéru nalezneme oltářní obraz Nejsvětější Trojice od Jana Kryštofa Handkeho z roku 1735. Samotný oltář pochází z roku 1834. V kostele se nachází jediný zvon odlitý roku 1793.

## Bohoslužby
Bohoslužby se v kostele konají každé pondělí a středu od 18:00 (během letního času od 18:30), každý pátek od 15:00 a každou neděli v 7:30.